# Девора Бен-Єгуда
Девора Бен-Єгуда (івр. דבורה בן-יהודה; уродж. Йонас; 1855, Дріса, Вітебська губернія, Російська імперія — 26 вересня 1891, Єрусалим, Османська імперія) — перша дружина Еліезера Бен-Єгуди, «батька сучасної мови іврит», і її іноді називають «першою матір'ю, що говорила сучасним івритом».

## Біографія
Девора народилася 1855 року у сім'ї Шломо Нафталі Герца Йонаса (івр. שלמה נפתלי הרץ יונאס; 1840 —1896) і Рівки Леї Левейт Бурвіс (івр. רבקה לאה לבית ברביש)[а], в литовському місті Дриса (тепер — Верхньодвінськ) Вітебської губернії Російської імперії (сучасна Білорусь). Її батько був багатим торговцем, із хасидів рабина Шмуеля Любавичівського, але пізніше він став ортодоксальним євреєм, поетом і одним із перших ційоністів. Девора отримала загальну освіту і вивчила іноземні мови — російську, французьку та німецьку.
У Девори було три брати і три сестри: Давид (івр. דוד; старший), Хемда, Соня (івр. סוניה), Пеніна (івр. פנינה; схоже народилася 1885 року) й Онія (Йосеф івр. ואוניה; народився близько 1888 року). Даних про третього брата не збереглося.
Її батько, Шломо Йонас, взяв до себе Еліезера Бен-Єгуду, до якого він ставився як до сина, і хотів, щоб Еліезер одружився із Деворою. Дівчина була на три роки старшою за хлопця, вона навчала його російської мови та інших предметів. Вони стали близькими й заручилися.
1877 року Бен-Єгуда поїхав до Парижа вчитися медицини, хоча його справжньою метою була підготовка до політичного життя. Через чотири роки він покинув Париж і поїхав до Відня, плануючи іммігрувати до Палестини. Він написав Йонасу про стан свого здоров'я та фінансів, і попросив прощення, що не може одружитися з Деворою, незважаючи на обіцянку. Девора вирішила не здаватися. Вона залишила родину і поїхала потягом із Москви до Відня, і без попередження з'явилася в кімнаті, де зупинився Еліезер. Щоб добратися до Землі Ізраїльської, вони спустилися річкою Дунай повз Румунію, через Стамбул, Каїр, Александрію, а звідти добралися до Яффи.
Доктор Йосеф Ланг у книзі «Говори на івриті» (івр. דבר עברית) пише, що у Стамбулі на них чекав лист від Чашнікова (івр. צ'אשניקוב), який просив зачекати його з Парижу. Вони продовжили подорож утрьох. Еліезер пізніше опублікував історію «Той, хто повернувся на Батьківщину» (івр. השב לארץ מולדתו) у журналі «Хавацелет» (івр. חבצלת), підписавшись як א (укр. Алеф), і там він згадував, що його друг (Чашніков) відмовляв його дружину (Девору) зв'язувати свою долю з ним, але Девора не послухалася.
1881 року, прибувши до Каїра, вони попросили рабина Рафаеля Агарона бен Шімона їх одружити.

## Перша матір, що говорила сучасним івритом
Бен-Єгуда казав, що:
|  | Поки жінки не говорять на івриті, нема надії на відродження мови в устах народу Оригінальний текст (івр.) כל הימים אשר הנשים לא תדברנה עברית, אין תקווה לתחיית הלשון בפי העם |

Матері періоду Першої алії не говорили івритом, і не вчили говорити ним своїх дітей. Сім'я Бен-Єгуди була винятком. Еліезер Бен-Єгуда заборонив дружині говорити з їхніми дітьми будь-якою іншою мовою, тільки івритом, тому Девора стала першою матір'ю сучасності, яка розмовляла зі своїми дітьми лише івритом. Ця вимога спричинила соціальну ізоляцію їхніх дітей, і була важкою для Девори. 1886 року, у листі до неї з Білостока, він наказував їй дбати про виховання дітей: Бен-Ційона (івр. בן ציון; пізніше змінив ім'я на Ітамар Бен-Єгуда) й Авіхаїля (івр. אביחיל):
|  | Скажи Бен-Ційону, що якщо він не слухатиме їдиш, я привезу йому дуже гарні подарунки, якщо ж ні, якщо він слухатиме їдиш, я не привезу йому подарунків і ненавидіму його, не говоритиму з ним, і також я з нього душу витрясу, і це саме також скажи Авіхаїлю Оригінальний текст (івр.) אמרי לבן ציון כי אם לא ישמע אשכנזיק אביא לו מתנות יפות מאוד ואם אין, אם ישמע אשכנזיק, לא אביא לו מתנות ואשנאהו, ולא אדבר אתו, וגם אכהו מכות רצח, וכן תאמרי גם לאביחיל |

Фінансове становище сім'ї було складним, і Девора була змушена працювати. Вона була вчителькою івриту та історії народу Ізраїлю у школі для дівчат Евеліни де Ротшильд. Для навчання історії вона написала першу частину роботи «Скорочена історія народу Ізраїлю на своїй землі» (івр. קיצור דברי הימים לבני ישראל בשבתם על אדמתם), яка згодом була опублікована в трьох частинах в адаптації Бен-Єгуди. Вона також спробувала себе у журналістиці, але єдиною статтею, яку вона написала, була: «Як поліпшити жіноцтво Єрусалиму» (івр. תקנת בנות ירושלים).

## Смерть

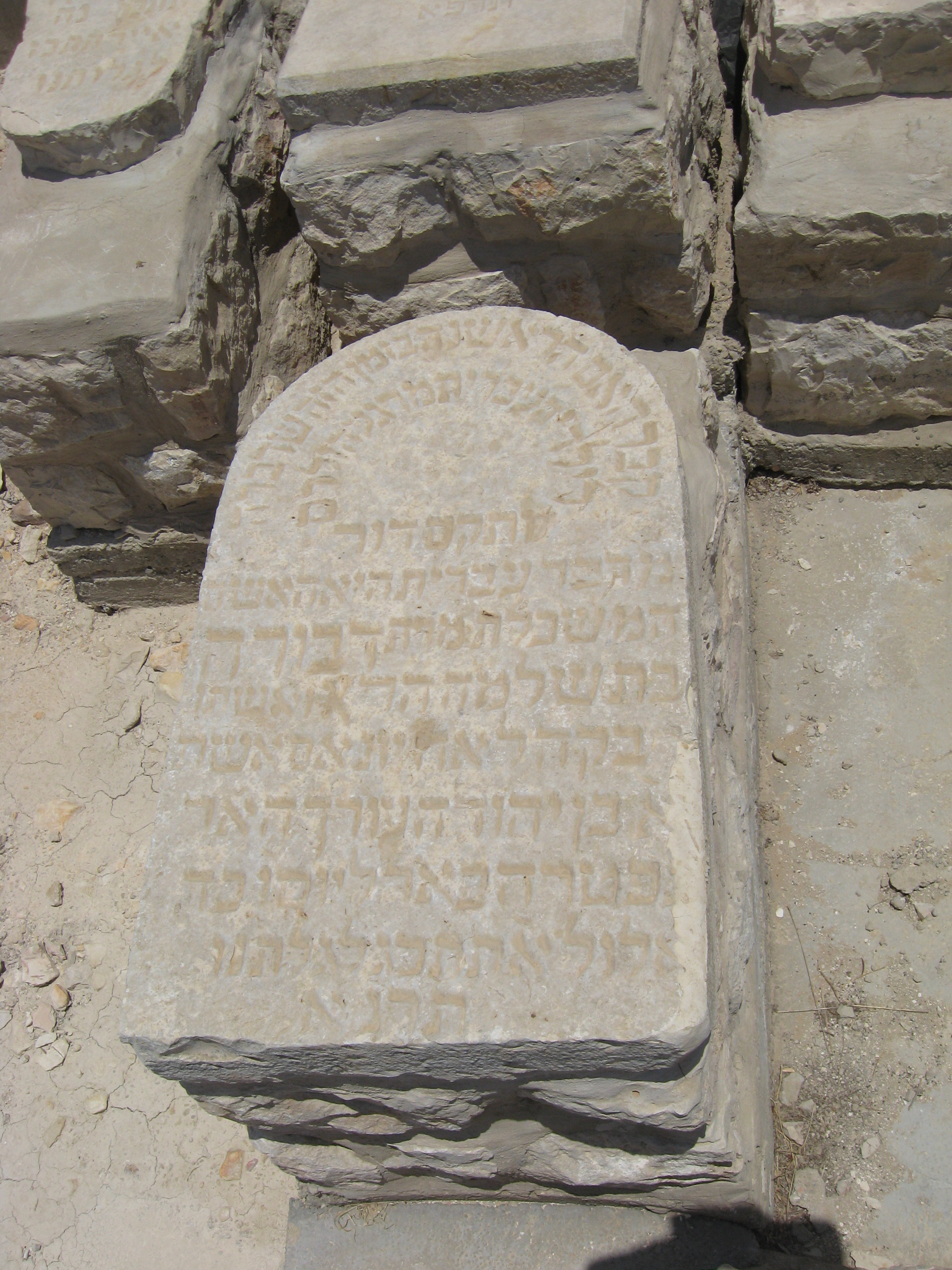
Надгробок Девори Бен-Єгуди на Оливковій гора

26 вересня 1891 року Девора померла від туберкульозу. Поховання Девори супроводжувалося суперечками між Еліезером і похоронним бюро ашкеназької громади в Єрусалимі[b] — вони погрожували поховати її за межами цвинтаря. У відчаї Еліезер звернувся до похоронного бюро сефардської громади. Зрештою, Девору поховали на єврейському кладовищі на Оливковій горі у фарисейській частині, далеко від місця, де згодом були поховані Еліезер Бен-Єгуда, Ітамар та Хемда. Ітамар написав про її похорон так: «Жоден друг не супроводжував нас, жоден родич не з'явився» (івр. שום ידיד לא לונו בדרכנו, שום קרוב לא הופיע).
Еліезер оспівав свою дружину по завершенні тижня жалоби на сторінках першого випуску видання «Світло» (івр. האור) 1891/92 року:
|  | Відійшла у засвіти перша матір Ізраїлю цих часів, яка говорила зі своїми дітьми з моменту їхнього народження тільки на івриті… і ось жорстока хвороба туберкульоз забрала її, помучивши її півтора року. Її смерть оплакуватимуть усі ті, хто хочуть відродження нашої мови, і її чоловік згадав їй ласку юнацтва її, ту любов, коли вона наречена була та за мною ходила в пустині, в землі незасіяній[c] Оригінальний текст (івр.) גועה אל עמה האם הראשונה בישראל בזמן הזה דברה לילדיה מרגע הולדתם רק עברית... והנה תקפה מחלה אכזריה, מחלת השחפת, ותעניה עינויים נוראים משך שנה וחצי. על מותה יתאבלו כל החפצים בתחית לשוננו, ובעלה הזוכר לה חסד נעוריה אהבת כלולותיה לכתה אחריו במדבר בארץ לא זרועה |

Бен-Єгуда залишився вдівцем з п'ятьма сиротами, його матеріальне становище було важким і він був заклопотаний своїми справами, тож встановленням надгробної плити зайнялися жінки поселення Рішон-ле-Ціон. Вони розпочали кампанію зі збору коштів, але вона не була дуже вдала, тож плиту встановили аж через два роки після смерті Девори. На надгробку надруковані слова Еліезера:
|  | Могила першої матері цих часів, яка говорила зі своїми дітьми на івриті з моменту їхнього народження і виховала покоління, що говорило на івриті. Вона була освіченою жінкою, пані Девора була дочкою Шломо Герца та його дружини Рівки Леа Йонас, дружиною Еліезера Бен-Єгуди, редактора журналу „Світло“. Померла у світлі 24-го дня місяця Елула, 823 років після Вигнання, 5751 років зі створення світу Оригінальний текст (івр.) קבר האם הראשונה בזמן הזה שדברה לילדיה עברית מרגע הולדתם, ותקם דור מדבר עברית היא האשה המשכלת מרת דבורה בת שלמה הרץ ואשתו רבקה לאה יונאס אשת א' בן יהודה עורך האור. נפטרה באור ליום כ"ד אלול תתכ"ג לגלתנו, התרנ"א" |

Через рік по її смерті Еліезер Бен-Єгуда одружився з Хемдою, молодшою сестрою Девори.
У Львові заснували сіоністське жіноче товариство «Девора», щоб долучити єврейських жінок до національного руху.

## Виноски
1. ↑  לנג י. Daber ʻIvrit! : ḥaye Eliʻezer Ben Yehudah — С. 197. — ISBN 978-965-217-274-7
2. ↑  חמדה בן-יהודה (івр.) . tidhar.tourolib.org. Архів оригіналу за 24 лютого 2019. Процитовано 23 лютого 2019.
3. ↑   יוסף לנג, דבר עברית! : חיי אליעזר בן יהודה, הוצאת יד יצחק בן צבי, ירושלים, תשס"ח, עמ' 6-5
4. ↑  דבורה עומר, הבכור לבית אב"י, 1967, עמ' 11
5. ↑   איתמר בן-אב"י, החצוף הארצישראלי, עמ' 72
6. ↑  יוסף לנג, דבר עברית!, עמ' 424
7. ↑  יוסף לנג, דבר עברית!, עמ' 208
8. ↑  יוסף לנג, דבר עברית!, עמ' 5-6
9. ↑  יוסף לנג, דבר עברית! : חיי אליעזר בן יהודה, הוצאת יד יצחק בן צבי, ירושלים, תשס"ח, עמ' 12-11
10. ↑   יוסף לנג, דבר עברית! : חיי אליעזר בן יהודה, הוצאת יד יצחק בן צבי, ירושלים, תשס"ח, עמ' 38-37
11. ↑  יוסף לנג, דבר עברית!, עמ' 39
12. ↑  חבצלת, 24, כ"ו בניסן תרמ"ב
13. ↑  א' בן-יהודה, תחיית לשוננו, הצבי תרמ"ח, י"ט, מתוך עלייה ראשונה ב', עמ' 166
14. ↑  וסף לנג, דבר עברית! : חיי אליעזר בן יהודה, הוצאת יד יצחק בן צבי, ירושלים, תשס"ח, עמ' 117
15. ↑  פרופ. ד"ר י. קלוזנר, אליעזר בן־יהודה, לנער, ספרית ארץ ישראל, תרצ"ט 1939, עמ' 37
16. ↑  דבורה אב"י, תקנת בנות ירושלים, הצבי, 21 בדצמבר 1888
17. ↑  איתמר בן אב"י, אב"י, דואר היום, 24 בדצמבר 1922
18. ↑  האור, 1, ז' בתשרי תרנ"ב
19. ↑  נתן מיכאל גלבר, תולדות התנועה הציונית בגליציה, כרך ב', 1889-1918, ירושלים, 1958, עמ' 805-804